# JOnAS
JOnAS (Java Open Application Server) ist ein freier (LGPL) Application Server und als solcher eine Java-Implementation der Jakarta EE-Spezifikation. Er ist Teil der Open-Source-Initiative des Nonprofit-Konsortiums Object Web.

## Eigenschaften
Die intern verwendete OSGi-Architektur verleiht JOnAS eine stark modulare, anpassbare und erweiterbare Struktur. Er ist Clustering-fähig und in der aktuellen Version offiziell für Java EE 5 zertifiziert.

## Versionen
- Stabile und J2EE zertifizierte Version 4.7.6 vom 7. August 2006
- Release Build 4.8.4 vom 8. Dezember 2006
- Maintenance Version 4.8.5 vom 2. April 2007
- Maintenance Version 4.8.6 vom 12. Juli 2007
- Release Build 4.9.2 vom 21. Mai 2008
- Release Build 4.10.3 vom 22. Oktober 2008
- Java EE 5 zertifizierter Release 5.1.0 von September 2009
- Java EE 6 Web Profile compatible zertifizierter Release 5.3.0 von Oktober 2013